# Magdalena Kalus
Magdalena Kalus (* 28. Mai 1986 in Bad Mergentheim) ist eine deutsche Outdoor-Abenteurerin, Influencerin und Ultra-Trailrunnerin.

## Leben
Kalus wuchs in Würzburg auf und studierte nach ihrem Abitur Veterinärmedizin an der Ludwig-Maximilians-Universität München (LMU). Anschließend promovierte sie berufsbegleitend, erlangte den Titel Dr. med. vet. mit Auszeichnung der IGN und ist seitdem als Headhunterin in der Personalberatung und im Private Equity tätig.
Seit 2015 betreibt Kalus unter dem Pseudonym @youareanadventurestory einen Blog und Instagram-Account mit über 130.000 Followern (bis Dezember 2024 zusammen mit ihrer Freundin Anja Kaiser, mit der sie auch in Fachzeitschriften wie Bergwelten und Alpin von ihren Abenteuern berichtete). 2020 gehörte sie mit über 70.000 Instagram-Followern zu den „Bergsport-Influencern“ in Deutschland mit den meisten Followern.
Neben Outdoor- & Bergsport und Reisen berichtet sie seit 2020 in den Sozialen Medien vermehrt über das Laufen von Ultratrails und Etappenrennen weltweit und absolvierte mehrere Läufe über der 100 Meilen-Distanz, unter anderem den 38. Marathon des Sables in Marokko, sowie den Eiger Ultra Trail 250 km, bei dem sie zusammen mit Susi Lehmann von Runskills den 3. Platz in der Frauenwertung belegte. Mit ihr drehte sie auch den Film "Lucky Peach", der 2024 im Rahmen des Alpenfilmfestivals in deutschen Kinos zu sehen war. 2024 nahm sie am Youtube-Format "100KM - Die Challenge" mit Joey Kelly teil.
Sie berichtete zudem in verschiedenen Podcasts und TV-Shows von ihren Abenteuern und moderiert Social Media Auftritte für z. B. die Sportmesse ISPO.
Seit 2021 wohnt sie im bayerischen Walchensee und engagiert sich dort in Sachen Umwelt- und Naturschutz. Zusammen mit Susi Lehmann sammelte sie im Rahmen ihre Filmprojektes "Lucky Peach" 2023 über 10.000 € Spenden für den Bund Naturschutz in Bayern.